# Štírovník bažinný

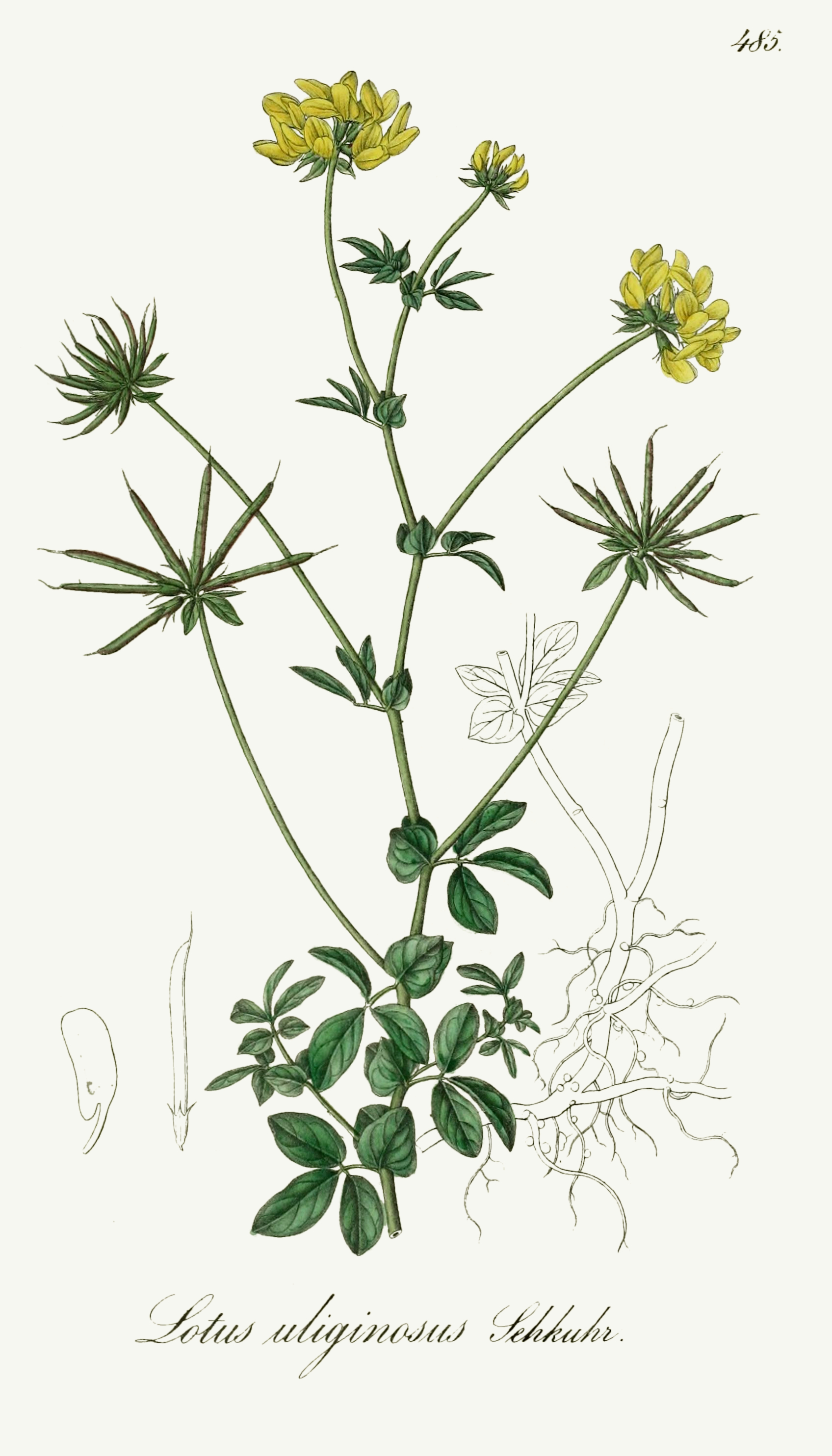
Zobrazení štírovníku bažinného

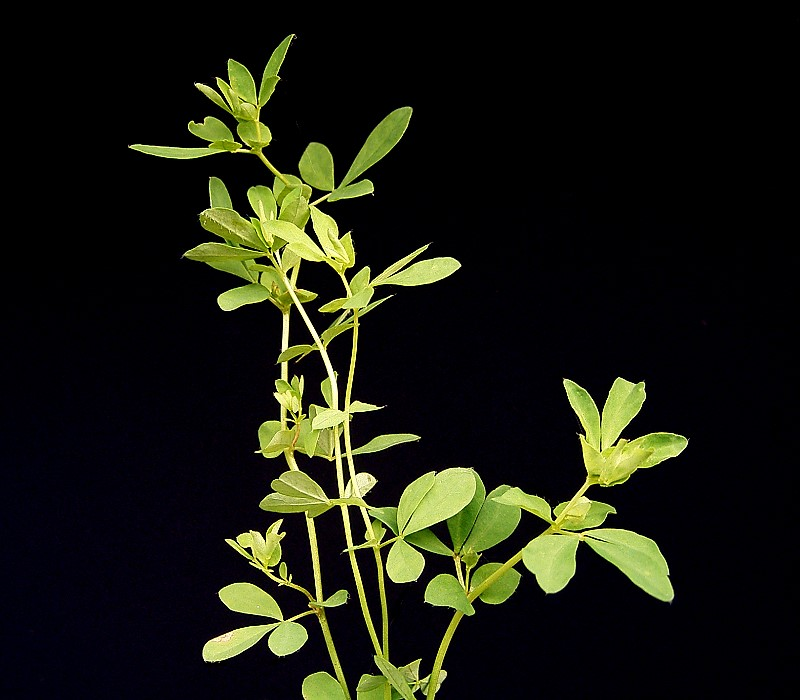
Rostlina před květem

Štírovník bažinný (Lotus pedunculatus) je vytrvalá rostlina, nejmohutnější z pěti původních druhů rodu štírovník vyskytujících se v české přírodě. Vyrůstá a množí se samovolně jako planě rostoucí rostlina, nebo je jako užitková jetelovina pěstován ve směsích s travinami coby píce pro dobytek.

## Výskyt
Původní rozšíření štírovníku bažinného je převážně v Evropě, táhne se od Pyrenejského poloostrova a Britských ostrovů na západě až po Ukrajinu a Balkán na východě. Na severu je jeho evropský areál ohraničen jihem Skandinávie a na jihu severem Afriky a Makaronésie. Druhotně byl rozšířen do Severní i Jižní Ameriky, Austrálie, na Nový Zéland i Havajské ostrovy.
Českou republikou prochází část východní hranice souvislého areálu, západně od ní se vyskytuje hojněji a východně jen ostrůvkovitě. Tomu odpovídá i jeho rozšíření v Česku, častěji se vyskytuje v západních, jihozápadních, severních a východních Čechách a na severní Moravě, jinde jen roztroušeně. Obvyklejší je v nižších a středních polohách, jen řídce proniká do hor.

## Ekologie
Vlhkomilný druh, který roste na podmáčených až bažinatých loukách, v odvodňovacích strouhách, na okraji rákosin,na březích potoků, vodních nádrží a menších řek, na prameništích či slatinách. Obvykle ho najdeme na půdách neutrálních až kyselých a dobře zásobených živinami. Roste na plném slunci i v polostínu, v oblastech s vlhčím klimatem se vyskytuje i po lesních okrajích. Nevadí mu vysoká hladina podzemní vody ani občasné zaplavení. Jeho dutá lodyha i oddenky mu umožňují přivádět vzduch ke kořeném i v zamokřené půdě. V evropském podnebí je tento hemikryptofyt zimovzdorný.

## Popis
Vytrvalá bylina, která má vystoupavou až přímou lodyhu vysokou 30 až 100 cm a vyznačuje se četnými vodorovně větvenými oddenky v malé hloubce. Její kůlovitý kořen je zakrslý a přerostlý tenkými, vedlejšími kořínky. Lodyha je již od spodu větvená, tupě čtyřhranná, rýhovaná, dutá a porostlá lichozpeřenými listy, které mají pouze dva páry lístků. Lístky ve spodním páru jsou drobné, vejčitého tvaru a přisedají k listovému vřetenu na jeho začátku, někdy bývají považované za palisty. Lístky horního páru a koncový mají krátké řapíčky, jsou větší, široce vejčité či obvejčité, dlouhé 7 až 20 a široké 3 až 10 mm, na vrcholu jsou krátce špičaté, na líci sytě zelené až hnědozelené a na rubu se silně vystouplou žilnatinu jsou sivé.
Květenstvím je hlávkovitý okolík vyrůstající na dlouhé stopce z paždí listů a podepřený jedním až třemi listeny. Hlávka bývá tvořena pěti až patnácti květy na krátkých stopkách, květy jsou žluté, medově voní a bývají velké asi 7 mm. Zelenohnědý, zvonkovitý kalich je asi 6 mm dlouhý, jeho pět odstávajících zubů je úzce trojúhelníkovitých a tří spodní jsou před rozvitím ohrnuté nazpět. Sytě žlutá až okrová koruna bývá asi 13 mm dlouhá, na vrcholu vykrojená pavézu je delší než širší, křídla bývají přibližně stejně dlouhá a člunek kratší. V květu je deset dvoubratrých tyčinek (9+1) a jeden pestík. Bylina kvete od června do srpna, opylována je létajícím hmyzem. Ploidie druhu je 2n = 12.
Plod je mírně zahnutý, čárkovitý, tmavohnědý až černý, pukavý lusk otvírající se dvěma švy. Lusk bývá okolo 30 mm dlouhý a pouze 1,5 mm široký a obsahuje osm až třicet kulovitých semen, která jsou asi 1 mm velká, olivově zelená až hnědá a někdy tmavě skvrnitá. Hmotnost tisíce semen je asi 0,9 gramů.
Od běžnějšího štírovníku růžkatého se odlišuje hlavně mohutnějším vzrůstem, dutými lodyhami a odstálými kališními lístky.

## Rozmnožování
Na stanovišti se rozšiřuje rozrůstáním oddenků. které mohou být až půl metru dlouhé. Na větší vzdálenosti se šíří semeny roznášenými hlavně větrem, vodou nebo při zpracovávání půdy. Semena při dozrání vypadávají samovolně z otevřených lusků a při teplém počasí obvykle vyklíčí již na podzim.

## Význam
Dobře roste i na vlhkých loukách s mělkou spodní nebo i často se stojatou vodou. Je považován za kvalitní výběžkatou jetelovinu s velkým obsahem bílkovin, pěstuje se výhradně ve směskách a bývá součásti trvalých pícních porostů na mokrých a kyselých loukách, kde bývá dlouze vytrvalý. Snese během vegetační sezóny dvě seče a kvalita jeho píce je výborná, odpovídá vojtěšce. Je pro pícninářství perspektivním druhem. Rostlina mj. obsahuje také kyanogenní glykosidy, které mohou být po požití velkého množství pro dobytek rizikovým faktorem. Je dobrou medonosnou rostlinou a opylovačům poskytuje kromě nektaru i pyl.
Na mnoha místech ve východní a jižní Austrálii, stejně jako v jihoamerickém Chile, je štírovník bažinný považován za plevelný invazní druh. Uniká z pastvin, kde byl vědomě vyset a rychle se šíří po zemědělské i narušené půdě a vytlačuje původní vegetaci.

## Galerie

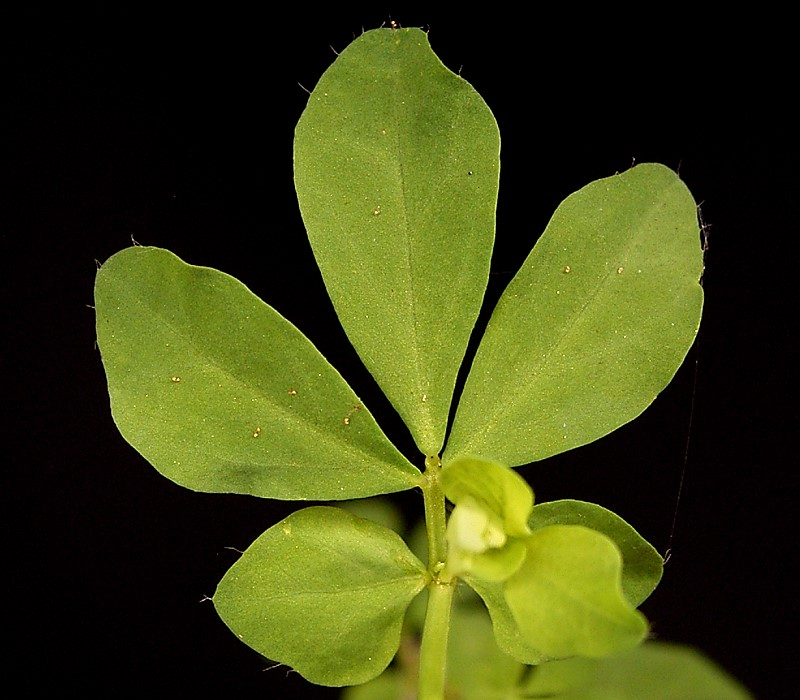
List
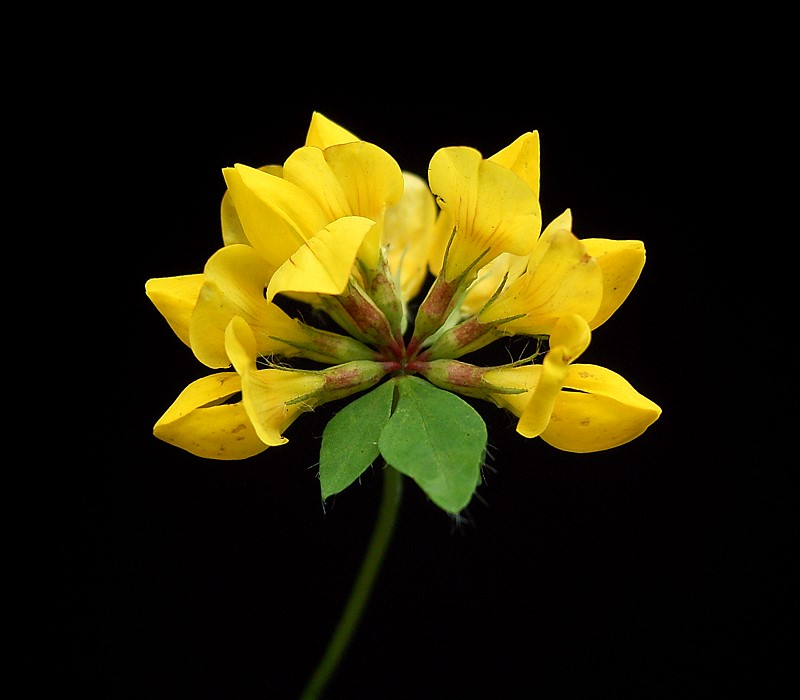
Květenství
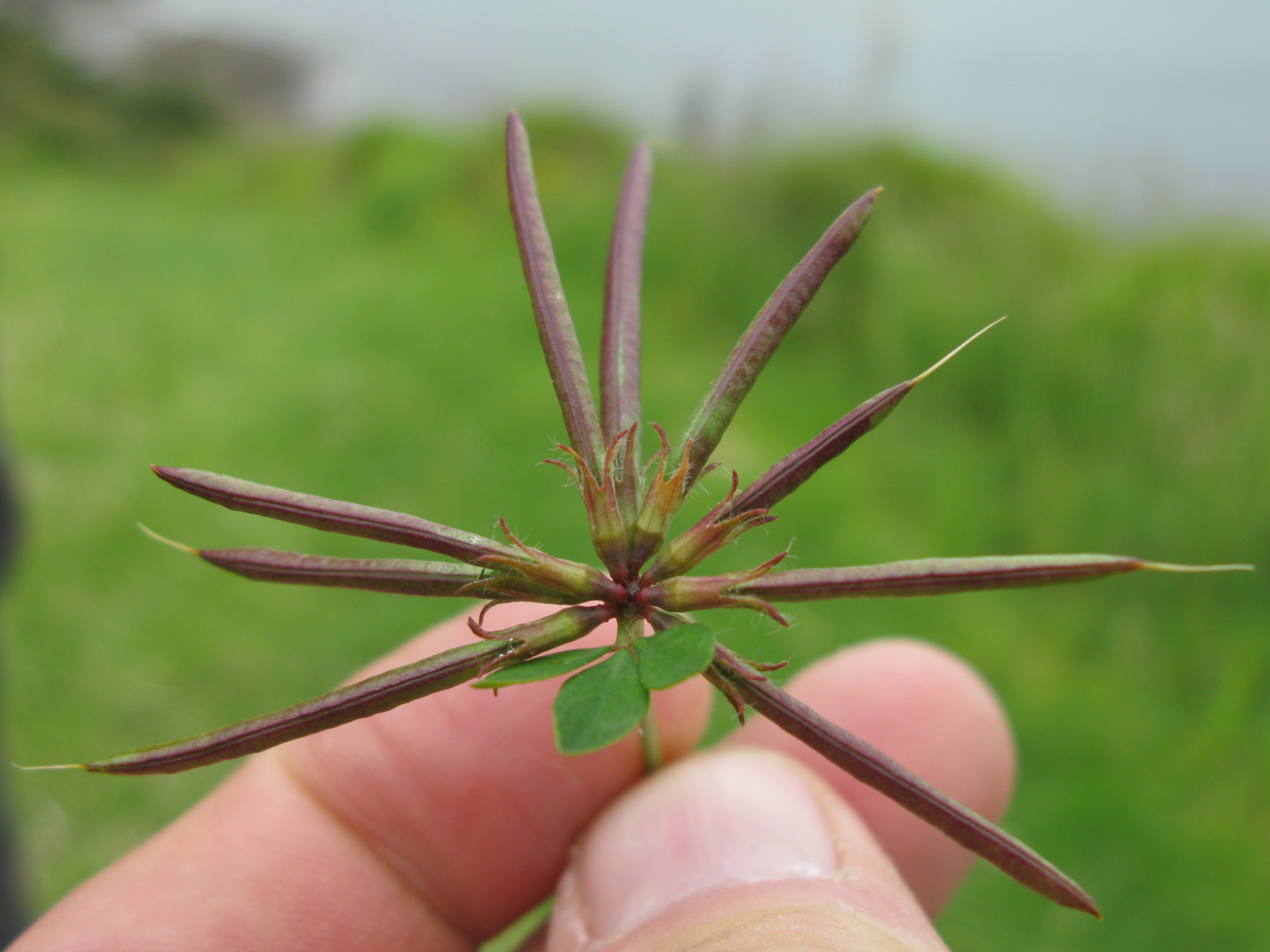
Plody
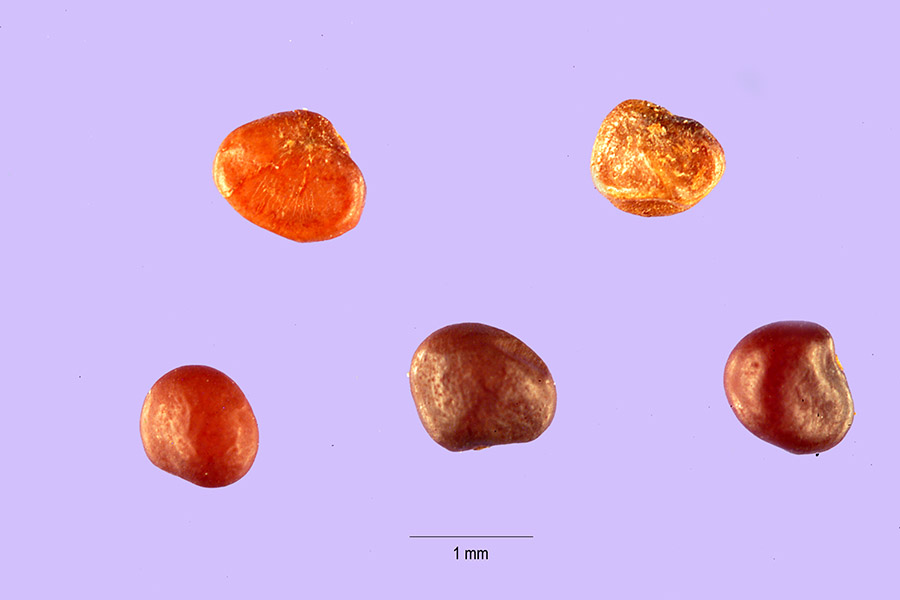
Semena